# 2003–2004-es magyar férfi röplabdabajnokság
A 2003–2004-es magyar férfi röplabdabajnokság az ötvenkilencedik magyar röplabdabajnokság volt. A bajnokságban nyolc csapat indult el, a csapatok két kört játszottak, majd az alapszakasz után az 1-4. és az 5-8. helyezettek egymás közt még két kört, végül az 1-4. helyezettek play-off rendszerben játszottak a végső helyezésekért.

## Alapszakasz
| #  | Csapat                       | M  | Gy | V  | Sz+ | Sz- | P  |
| -- | ---------------------------- | -- | -- | -- | --- | --- | -- |
| 1. | Kométa Kaposvár SE           | 14 | 14 | 0  | 42  | 6   | 28 |
| 2. | Vegyész RC Kazincbarcika     | 14 | 11 | 3  | 35  | 14  | 25 |
| 3. | Dunaferr SE                  | 14 | 10 | 4  | 34  | 15  | 24 |
| 4. | Phoenix-Mecano-Kecskeméti RC | 14 | 9  | 5  | 34  | 18  | 23 |
| 5. | Szolnoki Titász RK           | 14 | 5  | 9  | 17  | 33  | 19 |
| 6. | Dági SE                      | 14 | 4  | 10 | 16  | 32  | 18 |
| 7. | Papiron SC Szeged            | 14 | 2  | 12 | 13  | 38  | 16 |
| 8. | 1. MCM-RC Kaposvár           | 14 | 1  | 13 | 6   | 41  | 15 |

* M: Mérkőzés Gy: Győzelem V: Vereség Sz+: Nyert szett Sz-: Vesztett szett P: Pont

## Középszakasz
| #  | Csapat                       | M  | Gy | V  | Sz+ | Sz- | P  |
| -- | ---------------------------- | -- | -- | -- | --- | --- | -- |
| 1. | Kométa Kaposvár SE           | 20 | 17 | 3  | 55  | 18  | 37 |
| 2. | Vegyész RC Kazincbarcika     | 20 | 16 | 4  | 50  | 20  | 36 |
| 3. | Phoenix-Mecano-Kecskeméti RC | 20 | 12 | 8  | 46  | 29  | 32 |
| 4. | Dunaferr SE                  | 20 | 11 | 9  | 39  | 31  | 31 |
|    |                              |    |    |    |     |     |    |
| 5. | Szolnoki Titász RK           | 20 | 10 | 10 | 34  | 39  | 30 |
| 6. | Dági SE                      | 20 | 8  | 12 | 29  | 42  | 28 |
| 7. | 1. MCM-RC Kaposvár           | 20 | 4  | 16 | 17  | 54  | 24 |
| 8. | Papiron SC Szeged            | 20 | 2  | 18 | 19  | 56  | 22 |

* M: Mérkőzés Gy: Győzelem V: Vereség Sz+: Nyert szett Sz-: Vesztett szett P: Pont

## Rájátszás
Elődöntő: Kométa Kaposvár SE–Dunaferr SE 3:2, 2:3, 0:3, 1:3 és Vegyész RC Kazincbarcika–Phoenix-Mecano-Kecskeméti RC 3:2, 2:3, 3:0, 1:3, 3:0
Döntő: Vegyész RC Kazincbarcika–Dunaferr SE 2:3, 3:2, 3:0, 3:1
3. helyért: Kométa Kaposvár SE–Phoenix-Mecano-Kecskeméti RC 3:1, 0:3, 3:1, 0:3, 3:0